# Castell d'Agüero
El castell d'Agüero és una fortificació situada a Agüero, Cantàbria (Espanya). Data del segle xiii i el seu estil és gòtic. Va ser reformat al segle xiv.
Pertanyent a la família Agüero (de la que va destacar Pedro González de Agüero, armat cavaller en 1330 per Alfons XI) la construcció va servir per a la defensa del poble. És la construcció més antiga del poble. Juntament amb tota la localitat d'Agüero, és bé d'interès cultural.
Situada en un prat prop de la carretera que creua el llogaret, la seva tipologia és diferent a la resta de torres defensives de Cantàbria. Es tracta en realitat d'una torre de planta quadrangular, més llarga que alta i amb cantonades protegides per cubs cilíndrics emmerletats. Té una porta d'arc de mig punt descentrada.